# Ernst Kretschmer

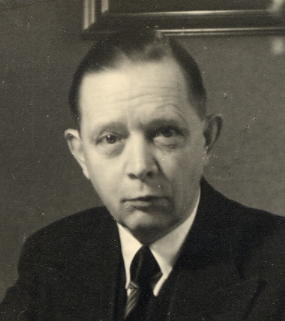
Ernst Kretschmer

Ernst Kretschmer (ur. 8 października 1888 w Wüstenrot, zm. 8 lutego 1964 w Tybindze) – niemiecki lekarz psychiatra, profesor Uniwersytetu w Marburgu oraz Uniwersytetu Eberharda i Karola w Tybindze, twórca teorii konstytucjonalnej (1921).

## Życiorys
Był synem Ernsta Kretschmera, pastora w Wüstenrot, i Luise Bengel. Uczył się w Cannstatt Hochschule, następnie od 1906 do 1912 studiował teologię, medycynę i filozofię na Uniwersytecie Eberharda i Karola w Tybindze, Uniwersytecie Ludwika i Maksymiliana w Monachium oraz Uniwersytecie w Hamburgu. Od 1913 roku asystent Roberta Gauppa w Tybindze, w 1918 roku habilitował się na podstawie rozprawy Der sensitive Beziehungswahn. Od 1926 roku profesor nadzwyczajny na Uniwersytecie w Marburgu. Od 1946 do 1959 roku dyrektor kliniki psychiatrycznej Uniwersytetu w Tybindze.
W 1927 roku był członkiem założycielem Powszechnego Towarzystwa Psychoterapii (AÄGP). W 1929 roku był nominowany do Nagrody Nobla w dziedzinie fizjologii lub medycyny.
W 1933 roku został członkiem wspierającym SS (förderndes Mitglied der SS). W tym samym roku podpisał list profesorów niemieckich uniwersytetów i szkół wyższych popierający Adolfa Hitlera. Był sędzią tzw. sądów zdrowia dziedzicznego (Erbgesundheitsgericht) w Marburgu i Kassel. Opowiadał się za sterylizacją ludzi „ułomnych umysłowo”. W 1940 roku zwiedził centrum eutanazji w Bernburgu (Tötungsanstalt Bernburg), a w 1941 roku wziął udział w posiedzeniu rady doradczej akcji T4.
W 1956 roku otrzymał, razem z Ludwigiem Binswangerem, Złoty Medal Kraepelina, przyznawany przez Deutsche Forschungsanstalt für Psychiatrie za wybitne osiągnięcia w psychiatrii.
Żonaty z Luise Pregizer. Mieli trzech synów, Wolfgang Kretschmer (ur. 1918) również został psychiatrą.

## Dorobek naukowy
W 1921 roku opublikował monografię Körperbau und Charakter (Budowa ciała i charakter) w której przedstawił teorię, według której typ budowy ciała wiąże się z osobowością i predyspozycją do zaburzeń psychicznych. W Polsce zainspirowany był nią m.in. Stanisław Ignacy Witkiewicz, który teorie Kretschmera opisywał w pracy Niemyte dusze (1936).
W 1940 roku opisał zespół apalliczny.

## Wybrane prace
- Wahnbildung und manisch-depressiver Symptomenkomplexe. Berlin, 1914
- Der sensitive Beziehungswahn. Berlin: Springer, 1918
- Körperbau und Charakter. Untersuchungen zum Konstitutionsproblem und zur Lehre von den Temperamenten. Berlin: Springer, 1921
  - Physique and character 1925
- Medizinische Psychologie. Leipzig: Thieme, 1922
- Hysterie, Reflex und Instinkt. Leipzig: Thieme, 1923
- Ernst Kretschmer, Ferdinand Adalbert Kehrer: Die Veranlagung zu seelischen Störungen. Berlin: Springer, 1924.
- Störungen des Gefühlslebens, Temperamente. Handbuch der Geisteskrankheiten. Band 1. Berlin: Springer, 1928
- Geniale Menschen. Berlin: Springer, 1929
- Das apallische Syndrom[6]. 1940
- Psychotherapeuthische Studien. Stuttgart: Thieme, 1949.
- Robert Gaupp zum Gedächtnis. Deutsche medizinische Wochenschrift 78, s. 1713, 1953.
- Gestufte Aktivhypnose – Zweigleisige Standardmethode. W: Frankl VE, V.v. Gebsattel, J.H. Schultz (Hrsg.): Handbuch der Neurosenlehre und Psychotherapie. Band IV, München-Berlin: Urban & Schwarzenberg, 1959 ss. 130-141.
- Gestalten und Gedanken. Erlebnisse. Stuttgart: Thieme, 1963.

Jak dotąd jedynie dwie prace Kretschmera ukazały się w polskim przekładzie: Ludzie genialni (Warszawa 1934, 1938: przeł. Paweł Hulka-Laskowski) oraz Psychologia lekarska (Warszawa 1958, przeł. Tadeusz Klimowicz).